# Mar del Plata
|  | No s'ha de confondre amb La Plata (ciutat de l'Argentina). |

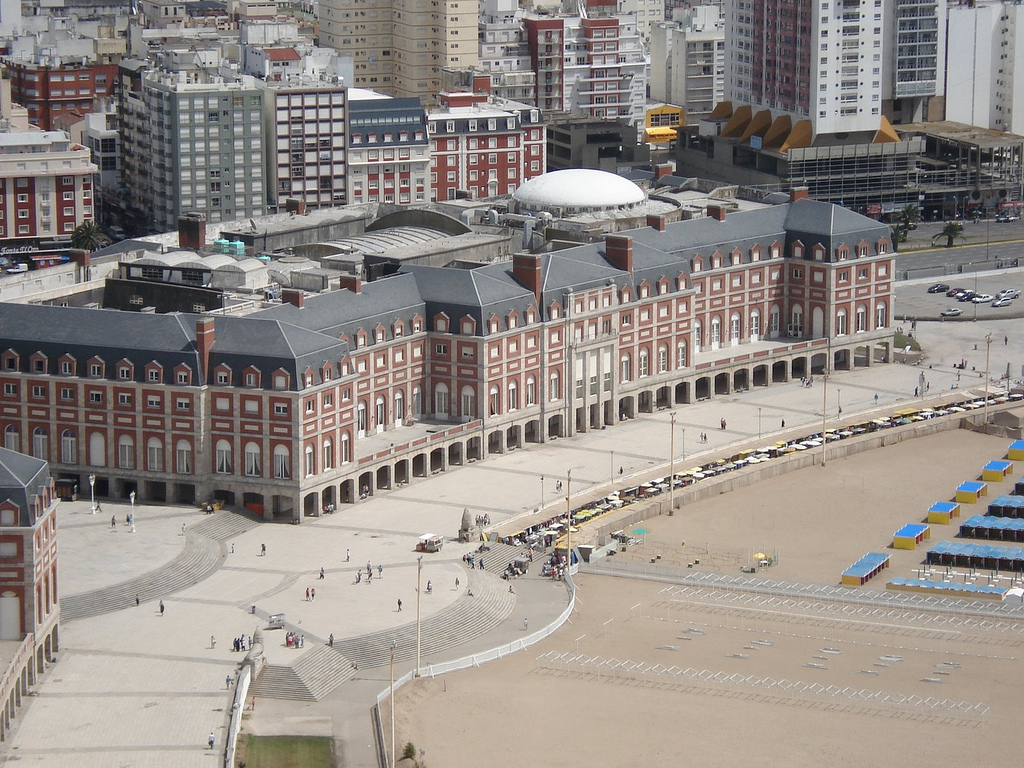
El Casino Central de Mar del Plata.

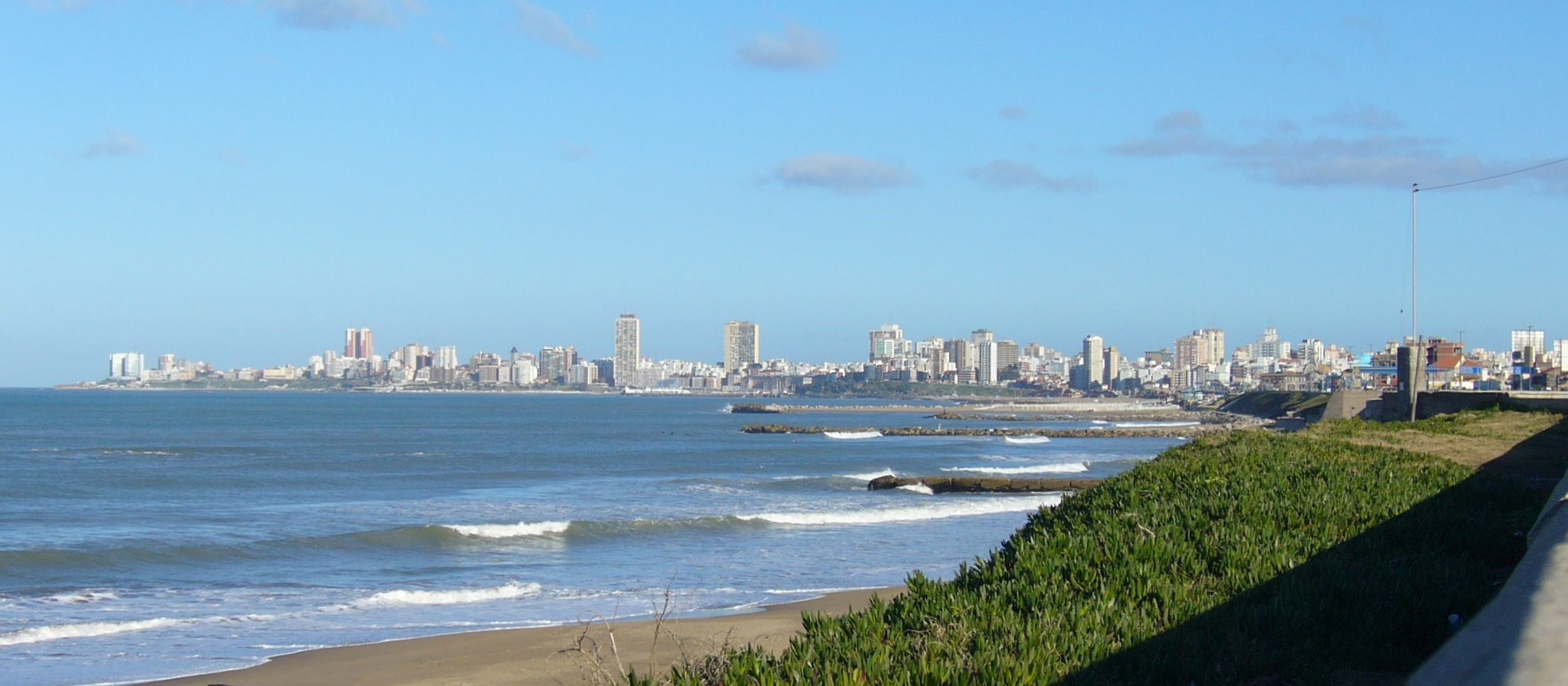
Panoràmica de la ciutat.

Mar del Plata és una important ciutat, port i balneari argentí situada al litoral del mar Argentí, al sud-est de la província de Buenos Aires. És la capital del partit de General Pueyrredón i la ciutat turística més important de l'Argentina, ja que disposa de la infraestructura hotelera més gran del país, i a l'estiu la seva població pot arribar a augmentar fins a un 311%. Està situada 404 quilòmetres al sud-est de la ciutat de Buenos Aires.
Fou fundada el 10 de febrer de 1874 per Patricio Peralta Ramos sobre la base d'una reducció jesuítica d'indis denominada «Nuestra Señora del Pilar del Volcán» que després s'anomenà primerament «Puerto de la Laguna de los Padres», i finalment, el 10 de febrer amb el nom actual.
Les principals activitats són la indústria portuària i turística. El port és principalment pesquer, encara que rep també vaixells petroliers, cerealistes i compta amb una terminal de passatgers. La ciutat té indústries tèxtils, hortícoles, de construcció i metalmecàniques, i s'hi situa el "parc industrial Manuel Savio".
Té un complex esportiu que alberga diferents disciplines esportives, amb el futbol com la que més públic atrau. L'Aldosivi (que milita a la Segona Divisió) i l'Alvarado són els equips més populars. A més, la ciutat és coneguda per la seva qualitat en el bàsquet, on els clubs Peñarol i Quilmes representen aquest esport a nivell nacional. Aquest complex esportiu va ser subseu del Mundial de futbol 1978 i seu dels Jocs Panamericans de 1995, de la final de la Copa Davis 2008, i d'altres competicions nacionals i regionals.
Compta amb institucions educatives de tots els nivells, culturals de diverses disciplines i diversos museus, a més de canals de televisió oberta i per cable, tres ràdios AM i una variada oferta d'emissores de freqüència modulada.
Està agermanada amb la ciutat xilena de Viña del Mar.

## Fills il·lustres
- Elsa Justel (1944): Compositora electroacústica[5]